# Maasdriel
Maasdriel  è una municipalità dei Paesi Bassi di 23 770 abitanti situata nella provincia della Gheldria.

## Monumenti e luoghi d'interesse
- Castello Ammersoyen, ad Ammerzoden